# Campionati africani di atletica leggera 2014 - Getto del peso maschile
Il concorso del getto del peso maschile ai Campionati africani di atletica leggera di Marrakech 2014 si è svolto il 10 agosto 2014 allo Stade de Marrakech in Marocco.

## Risultati
| Class   | Atleta                 | Nazione        | #1    | #2    | #3    | #4    | #5    | #6    | Risultato | Note |
| ------- | ---------------------- | -------------- | ----- | ----- | ----- | ----- | ----- | ----- | --------- | ---- |
| Oro     | Orazio Cremona         | Sudafrica      | 17.35 | 19.82 | 19.23 | 19.84 | 19.56 | x     | 19.84     |      |
| Argento | Jaco Engelbrecht       | Sudafrica      | x     | x     | 18.68 | 18.87 | x     | x     | 18.87     |      |
| Bronzo  | Franck Elemba          | Rep. del Congo | 18.58 | 18.41 | 18.74 | 18.47 | 18.43 | 18.37 | 18.74     |      |
| 4       | Stephen Mozia          | Nigeria        | 17.65 | x     | 17.58 | x     | x     | x     | 17.65     |      |
| 5       | Mohamed Magdi Hamza    | Egitto         | 16.31 | 17.46 | x     | 16.90 | 17.45 | 17.64 | 17.64     |      |
| 6       | Mohammed Gharrous      | Marocco        | x     | 16.74 | 17.05 | 16.73 | 16.61 | 16.88 | 17.05     |      |
| 7       | Augustine Nwoye        | Nigeria        | x     | 16.09 | 16.26 | x     | 16.90 | x     | 16.90     |      |
| 8       | Yao Adantor            | Togo           | 13.97 | 15.14 | 15.17 | x     | 16.33 | 16.18 | 16.33     |      |
| 9       | Commissio Mlaku        | Etiopia        | x     | x     | 13.74 |       |       |       | 13.74     |      |
| 10      | Dean William           | Seychelles     | 12.85 | 12.77 | 12.78 |       |       |       | 12.85     |      |
| dns     | Juma Ali Seifi         | Tanzania       |       |       |       |       |       |       | dns       |      |
| dns     | Mohamed Ibrahim Mtwana | Tanzania       |       |       |       |       |       |       | dns       |      |